# Parafia św. Maksymiliana Marii Kolbego w Kozikach
Parafia pw. Świętego Maksymiliana Marii Kolbego w Kozikach – parafia rzymskokatolicka należąca do dekanatu Ostrów Mazowiecka – Chrystusa Dobrego Pasterza, diecezji łomżyńskiej, metropolii białostockiej. 
Erygowana została w 2000 roku. Jest prowadzona przez księży diecezjalnych.

## Obszar parafii

### Miejscowości i ulice
W granicach parafii znajdują się miejscowości:

- Koziki,
- Fidury,
- Grębki,
- Jarząbka,
- Koziki-Majdan,
- Lipniki,
- Popielarnia,
- Pólki,
- Ruda,
- Sielc.